# Mosstjärnen, Närke
Mosstjärnen är en sjö i Lekebergs kommun i Närke och ingår i Göta älvs huvudavrinningsområde. Sjöns area är 0,012 kvadratkilometer och den befinner sig 199 meter över havet.